# Cuentas Claras
Cuentas Claras (CC) es un partido político venezolano de centroizquierda y progresista, que nace en el 2008 de la mano de Vicencio Scarano Spisso, para postularse a las elecciones en el municipio siendo este mismo nombre (Cuentas Claras) el eslogan de campaña. Esta organización en la actualidad se encuentra anexada a la coalición de la Mesa de la Unidad Democrática (MUD), en Venezuela. Durante el último proceso electoral obtuvo buena votación a nivel nacional.
En la actualidad no está habilitado para participar en elecciones.

## Ideología política
Cuentas Claras es una organización política con ideales de progresismo con visión de centroizquierda, formada por doctrinas filosóficas, éticas y económicas que persiguen el progreso integral del individuo en un ambiente de igualdad, libertad y justicia. Cuentas Claras cree en el progreso de la ciudadanía como forma básica de avance de la sociedad.

## Elecciones
La organización política tiene su mayor auge en el estado Carabobo, parte central de Venezuela, así como en el estado Bolívar, Monagas, Yaracuy entre otros. La organización se presenta en las elecciones regionales del año 2008, en el estado Carabobo y en el Municipio San Diego, obteniendo una votación de 15 761 votos para un 43,39 %. En las últimas elecciones parlamentarias, realizadas en septiembre de 2010, Cuentas Claras obtuvo 75.384 votos, lo que representa el 0,67 % de los votos válidos y lo convierte en el undécimo partido venezolano más votado, y a la vez lo convierte en el décimo partido de la coalición opositora (al actual gobierno de Nicolás Maduro) denominada Mesa de la Unidad Democrática, al acaparar el 1,42 % de los votos de la misma, siéndole adjudicados 2 diputados (Deyalitza Aray y Carlos Berrizbeitia). Para las elecciones Regionales del año 2012 Cuentas Claras demuestra un crecimiento sostenido a nivel nacional, obteniendo una buena votación en Distintos Estados, para esta fecha en Carabobo se posiciona como la tercera fuerza política dentro del Bloque de la Unidad Democrática, así como posicionándose en los Estados Monagas, Bolívar, Zulia, Amazonas entre otros.
Fuertemente tiene gran apoyo en la mayoría de los municipios del estado Carabobo.

## Líderes

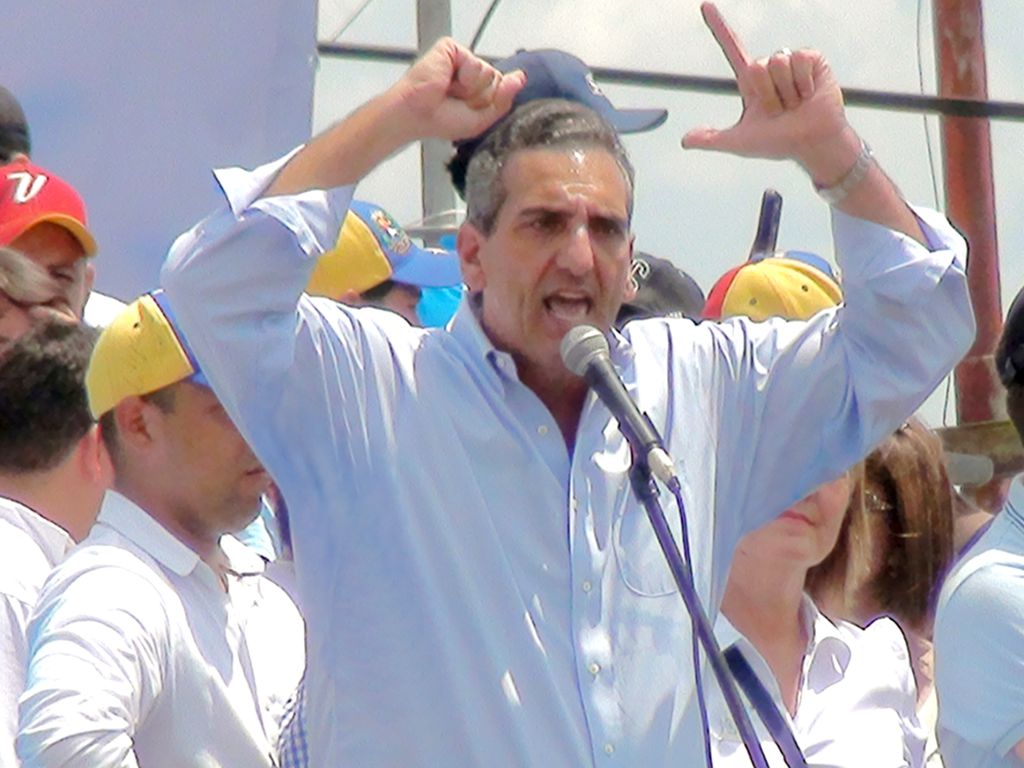
Enzo Scarano, exalcalde de San Diego, fue elegido alcalde con apoyo de Cuentas Claras en 2008.

- Rosa Brandonisio, fue alcaldesa de San Diego, electa en las elecciones especiales de 2014.
- Marilyn Martino, diputada suplente a la Asamblea Nacional por el Estado Carabobo y Miembro de la Directiva Nacional.
- León Jurado, Actual Alcalde del Municipio San Diego electo en 2017
- María Mulino, diputada suplente a la Asamblea Nacional.

## Actividades parlamentarias
Cuentas Claras presidió la Comisión de la Familia, a través del diputado Williams Gil, desde este estrado se han realizados trabajos, profundos para analizar la situación nacional, consultas, así como visitas a fundaciones y casas hogares para detectar la realidad nacional. así mismo se promueve la reforma de la Ley Orgánica de Protección al Niño, Niña y Adolescente (LOPNA).